# فرودگاه گدیانا بابیه دویی
فرودگاه گدیانا بابیه دویی (به انگلیسی: Gdynia-Babie Doły Airport) (به زبان بومی: Port Lotniczy Gdynia-Kosakowo) یک فرودگاه همگانی مسافربری با کد یاتا QYD است که یک باند فرود بتن دارد و طول باند آن ۲۵۰۰ متر است. این فرودگاه در شهر گدنیا کشور لهستان قرار دارد .